# 斯图尔特·巴特菲尔德
丹尼尔·斯图尔特·巴特菲尔德（英語：Daniel Stewart Butterfield，1973年3月21日—），出生名達瑪·傑里米·巴特菲爾德（Dharma Jeremy Butterfield），是一个波兰裔加拿大企业家，最为人熟知的是联合创建了图片分享服务网站Flickr和团队消息程序Slack。